# Gyárfás Elemér
Gyárfás Elemér (Borzás, 1884. augusztus 27. – Bukarest, 1945. október 4.) magyar jogász, politikus, közgazdász, publicista.

## Életútja
Kolozsvárt, Budapesten és a párizsi Sorbonne-on végzett jogot. Erdélybe hazatérve 1909-ben ügyvédi oklevelet szerzett, és részt vett a megyei közéletben. 1917–18-ban Kis-Küküllő megye főispánja, 1918-ban a helyi Nemzeti Tanács elnöke, 1921-ben ugyanitt a Magyar Szövetség élére került. A kisebbségi életben jogi és nyelvi ismereteivel hamar tekintélyhez jutott, 1921 után az Országos Magyar Párt (OMP) elnöki tanácsának tagja, 1926-tól Csík megye szenátora Bukarestben. Főleg egyházpolitikai, kulturális és közigazgatási kérdések tárgyalásában vett részt, így szerepe volt az erdélyi római katolikus egyház és a román állam között létrejött konkordátum megszövegezésében. Az Erdélyi Római Katolikus Népszövetség alapítója és alelnöke, az Egyházmegyei Tanács tagja, 1933-tól a Katolikus Státus világi elnöke. Mint a dicsőszentmártoni Közgazdasági Bank, később az Erdélyi Bankszindikátus elnöke, majd 1941–44-ben a Romániai Magyar Népközösség elnöke.
A második világháború után a kolozsvári népbíróság eljárást indított ellene, háborús bűnösség vádjával. Habár ártatlanságát tanúk sokasága bizonyította, csak időközben bekövetkezett halála mentette meg a meghurcolástól. Az eljárást halála után megszüntették.
2015-ben felterjesztették a Világ Igaza kitüntetésre.
A Kemény Zsigmond Társaság (KZST) és asz Erdélyi Irodalmi Társaság (EIT) tagja. Cikkeit, tanulmányait a Magyar Kisebbség, Erdélyi Tudósító, Kis-Küküllő, Keleti Újság közölte, az Erdélyi Lapok főmunkatársa.

## Munkássága
Már az I. világháború előtt írt cikkeiben hirdette, hogy meg kell ismerni a román nyelvet és irodalmat, meg kell szüntetni a válaszfalakat magyarok és románok között. 1921-ben a közügyi aktivitás hirdetője ugyan, de a Kós Károly-féle Magyar Néppártot a politikából kiszorító földbirtokos- és bankérdekeltségek szolgálatában az OMP előkészítője és megszervezője. Állást foglalt az anyanyelven oktató felekezeti iskolák védelme érdekében. Erdélyi problémák című publicisztikai munkájának alapgondolata szerint "az erdélyi magyarságnak a [...] világtörténelmi hivatása, hogy összekötő kapocs legyen a Közép-Európa tengelyében elhelyezkedett román és magyar nép között."
Legjelentősebb munkája Bethlen Miklós kancellár küzdelmes életét mutatja be az önálló erdélyi fejedelemség utolsó szakaszában. Cserei Mihály fő műve, a Historia (1709–12) nyomán jellemzi a politikust, s közli a Diploma Leopoldinum és az Olajágat viselő Noé galambja szövegét, továbbá Bethlen Miklós Supplicatióját és a bécsi fogságból nejével és fiával folytatott levelezését. Sajtó alá rendezte Gyárfás Elek 1844-es úti-naplóját (ETF 93, Kolozsvár, 1937).
Az erdélyi katolicizmus történetével foglalkozó tanulmányain kívül figyelemre méltó a Supplex Libellus Valachorumról szóló értekezése, amely ismerteti a román nép egykori követeléseit, s azok elutasítását a társadalmi és történelmi körülményekkel magyarázza.

## Főbb művei
- Erdélyi problémák (Kolozsvár, 1923)
- Bethlen Miklós kancellár, 1642–1716 (Dicsőszentmárton, 1924)
- Románia hitelszervezetei s az erdélyi magyar pénzintézetek (Lugos 1924)
- Az erdélyi szászok és a katholicizmus (Dicsőszentmárton, 1925)
- Egyenes úton : 1901–1926 (cikkgyűjtemény, Dicsőszentmárton, 1926)
- A Supplex Libellus Valachorum (Kolozsvár, 1929, Erdélyi Tudományos Füzetek 15.)
- Az első kísérlet (Az Averescu-paktum előzményei, megkötésének indokai, szövege, módosításai, következményei, felbomlása és tanulságai. Klny. Lugos, 1937)